# Кариба (град)
Кариба (енгл. Kariba) је насеље у Зимбабвеу 367 km северозападно од Харареа. Град је настао при изградњи бране Кариба. Језеро Кариба је настало изградњом бране. По попису из 1982. град је имао 12.357 становника.